# Henschel D 600
Die Henschel D 600 ist eine von Henschel & Sohn in Kassel gebaute Dampflokomotive.
Die Typenbezeichnung „D 600“ zeigt an, dass es sich um eine Lok der Achsfolge „D“ (vier Kuppelachsen) mit einer Traktionsleistung von ca. 600 PS handelt. Die D 600 ist eine Weiterentwicklung des Typs „Essen“ aus den späten 1930er Jahren. Nach dem Zweiten Weltkrieg ab 1946 bis 1954 hinein produzierte Henschel ca. 50 Lokomotiven dieses Typs.
Die Lok war für den lokalen Einsatz konzipiert (geringe Höchstgeschwindigkeit) und wurde in Deutschland ausschließlich an Privatbahnen (vor allem Werks- und Grubenanschlussbahnen) geliefert. Keine der Lokomotiven gelangte zur Deutschen Bundesbahn.

## Erhaltene Exemplare
Heute sind noch neun Exemplare als erhalten bekannt, von denen eine fahrtüchtig sind:
| Fabr.-Nr. | Baujahr | Standort / Status |
| --------- | ------- | --- |
| 29893     | 1948    | Museumseisenbahn „Schluff“, Krefeld (Feuerung von Kohle auf Öl umgebaut), fahrtüchtig                                                                                   |
| 29884     | 1946    | SDP Stoomtrein Dendermonde Puurs (Baasrode, Belgien) 1946–54 Hersfelder Kreisbahn, 1954–1962 Ilseder Hütte, 1962–1970 Zeche Herne, 1970–1989 Eschweiler Bergwerksverein |
| 29885     | 1947    | Auto und Technik Museum, Sinsheim |
| 29892     | 1948    | Museums-Eisenbahn-Club Losheim, Losheim am See, Kesselfrist abgelaufen, rollfähig                                                                                       |
| 29895     | 1948    | Dampfzug-Betriebsgemeinschaft Hildesheim, Standort Bornum bis 2009: Spielplatz Weinschenkweg, Hannover-Ricklingen                                                       |
| 25167     | 1949    | Dampflokmuseum Tuttlingen |
| 25724     | 1949    | CITEV, Chemin de fer des Cévennes (Anduze - F) |
| 26481     | 1952    | Dampfeisenbahn Weserbergland, Rinteln |
| 25169     | 1949    | Museums-Eisenbahn-Club Losheim, Losheim am See |

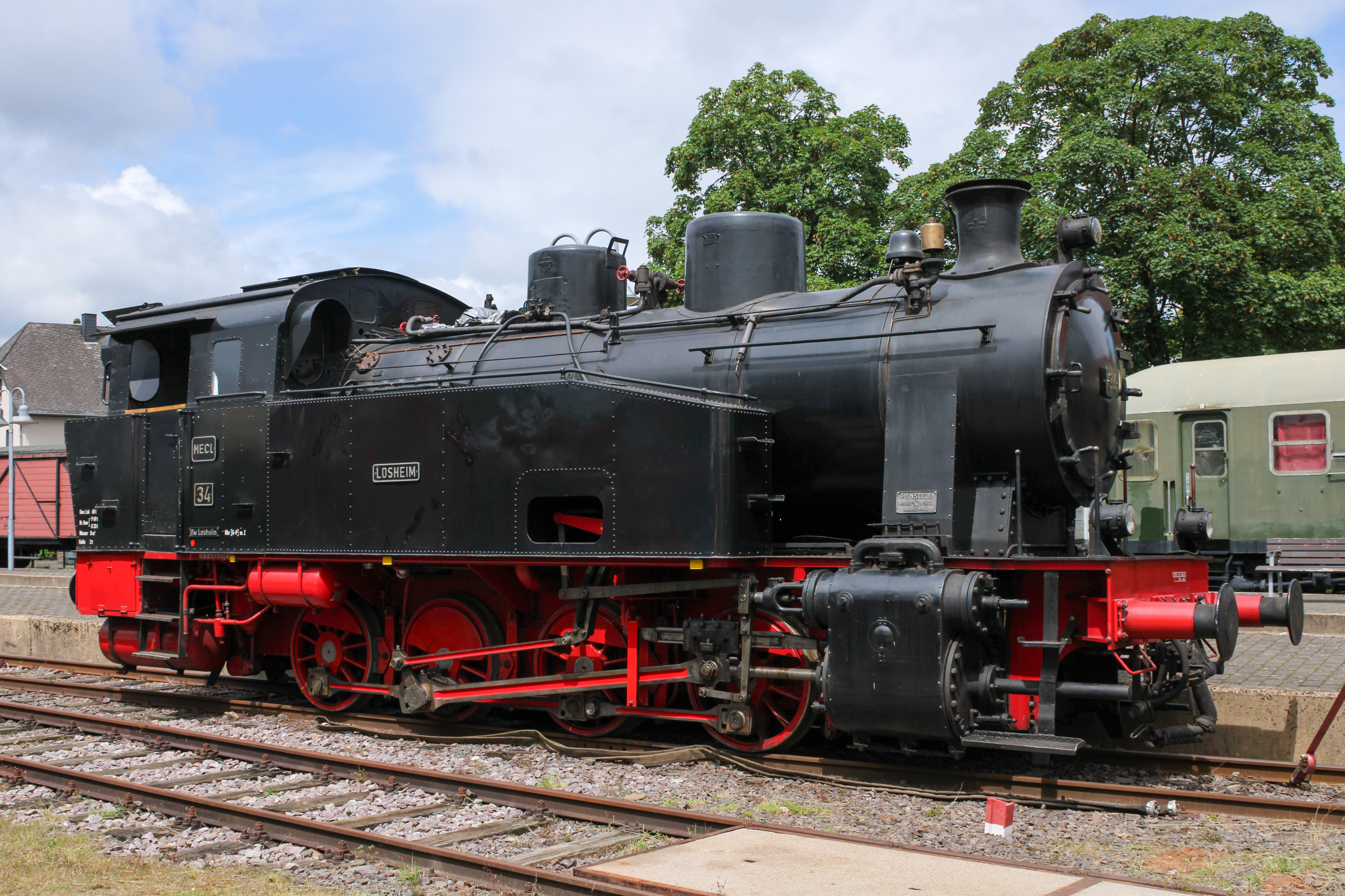
Lok 34 „Losheim“, MECL Losheim
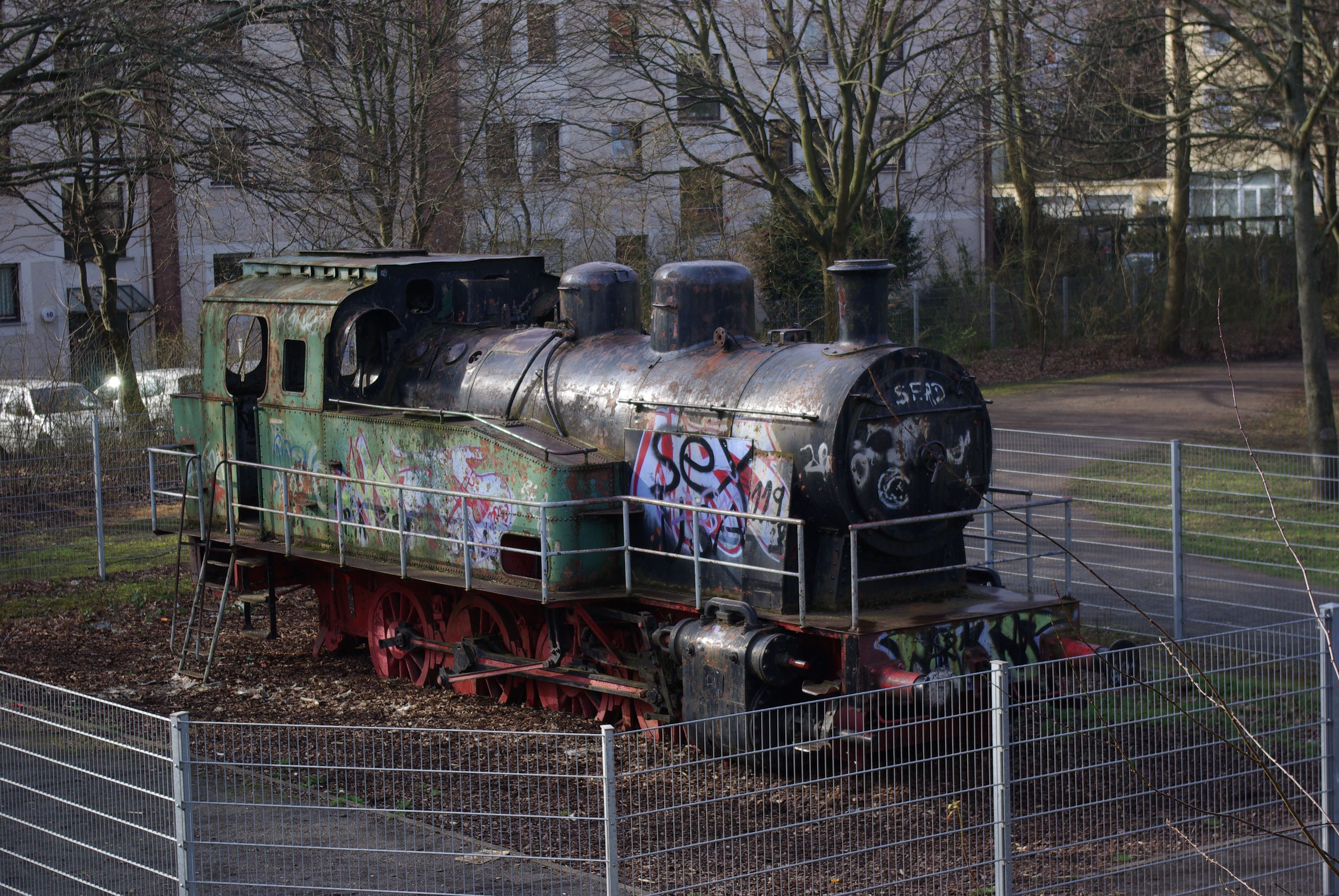
29895, Denkmal in Hannover-Ricklingen
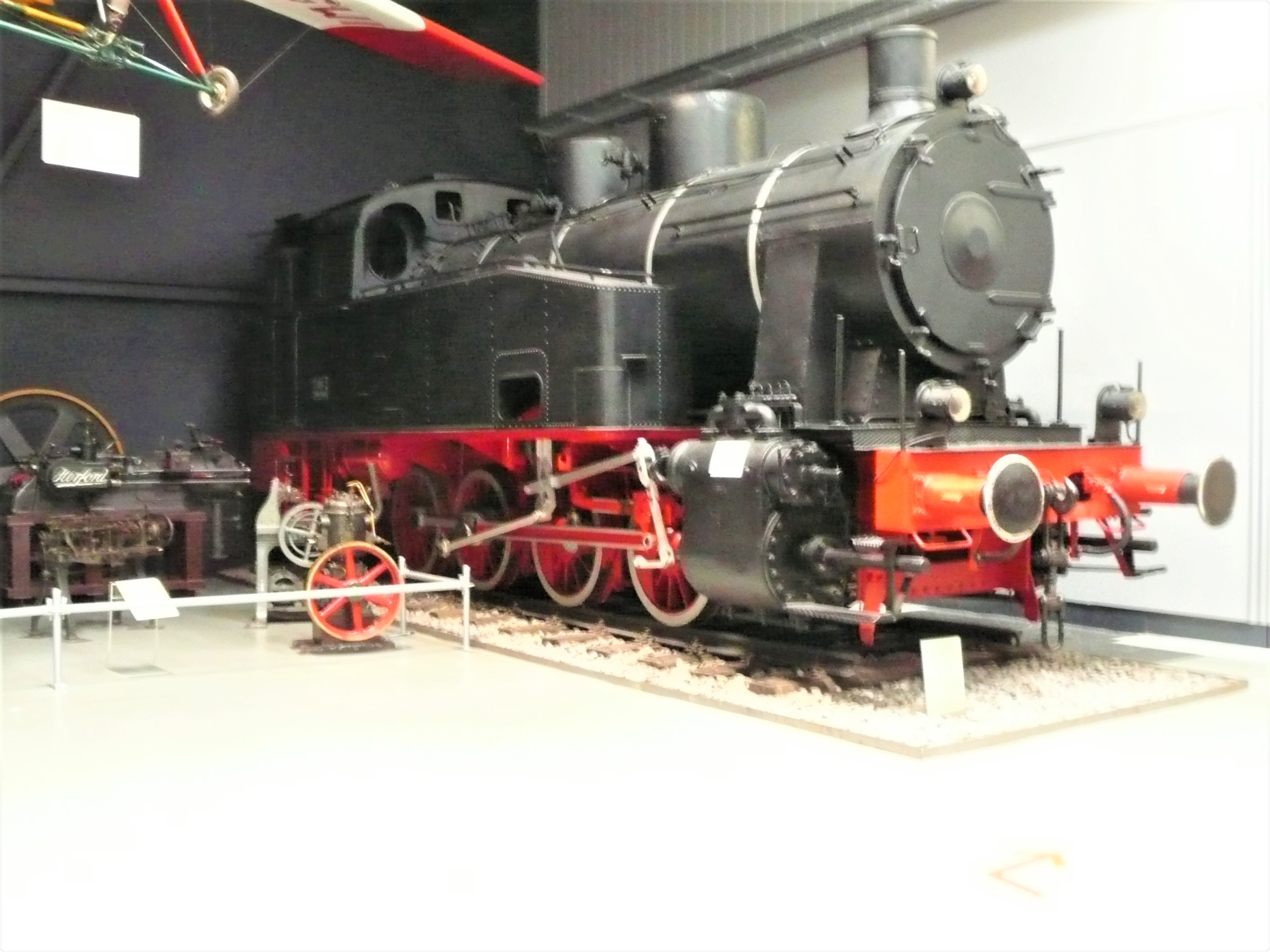
Henschel D 600 im Auto- und Technikmuseum Sinsheim
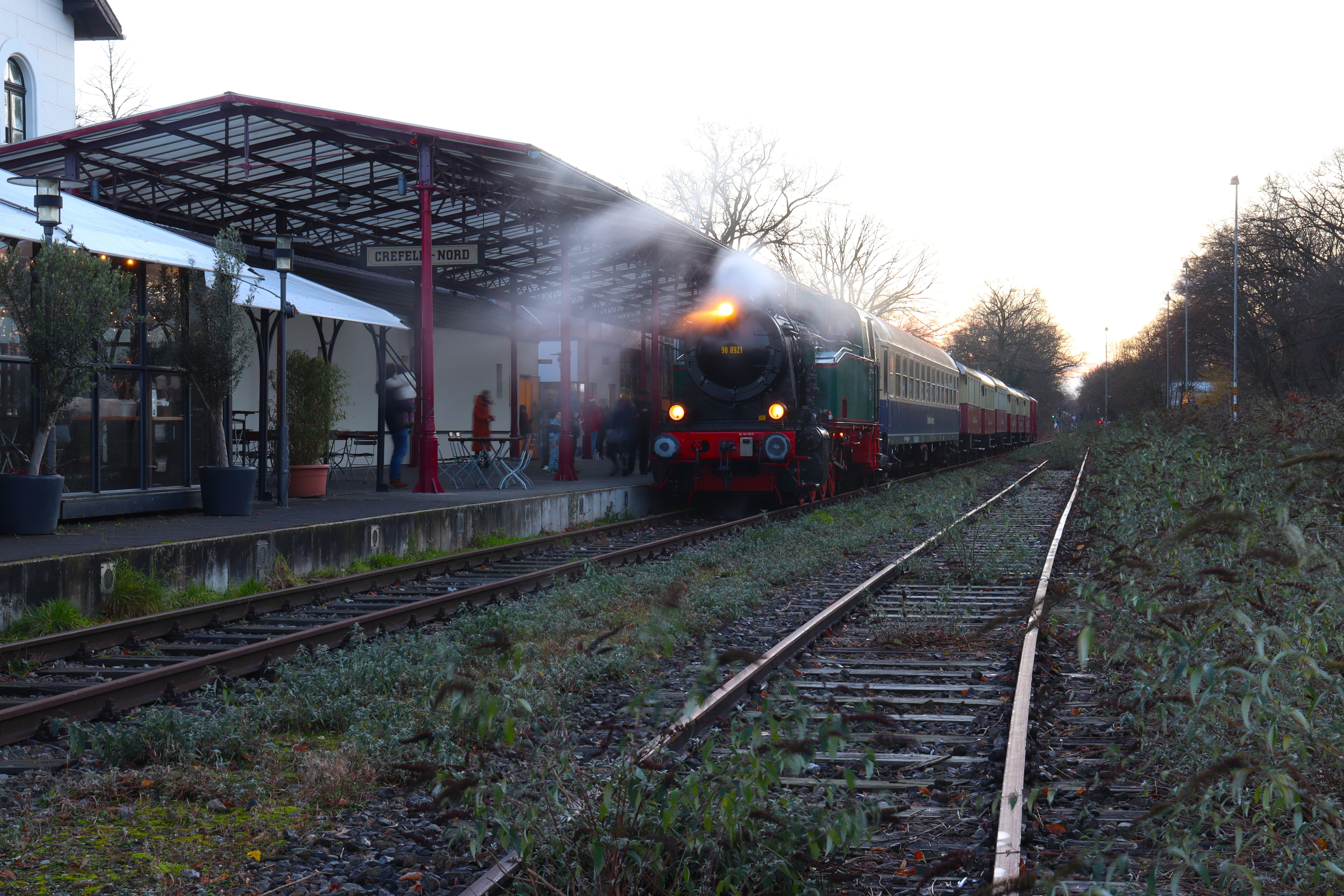
988921 „Graf Bismarck XV“ des Schluff in Krefeld
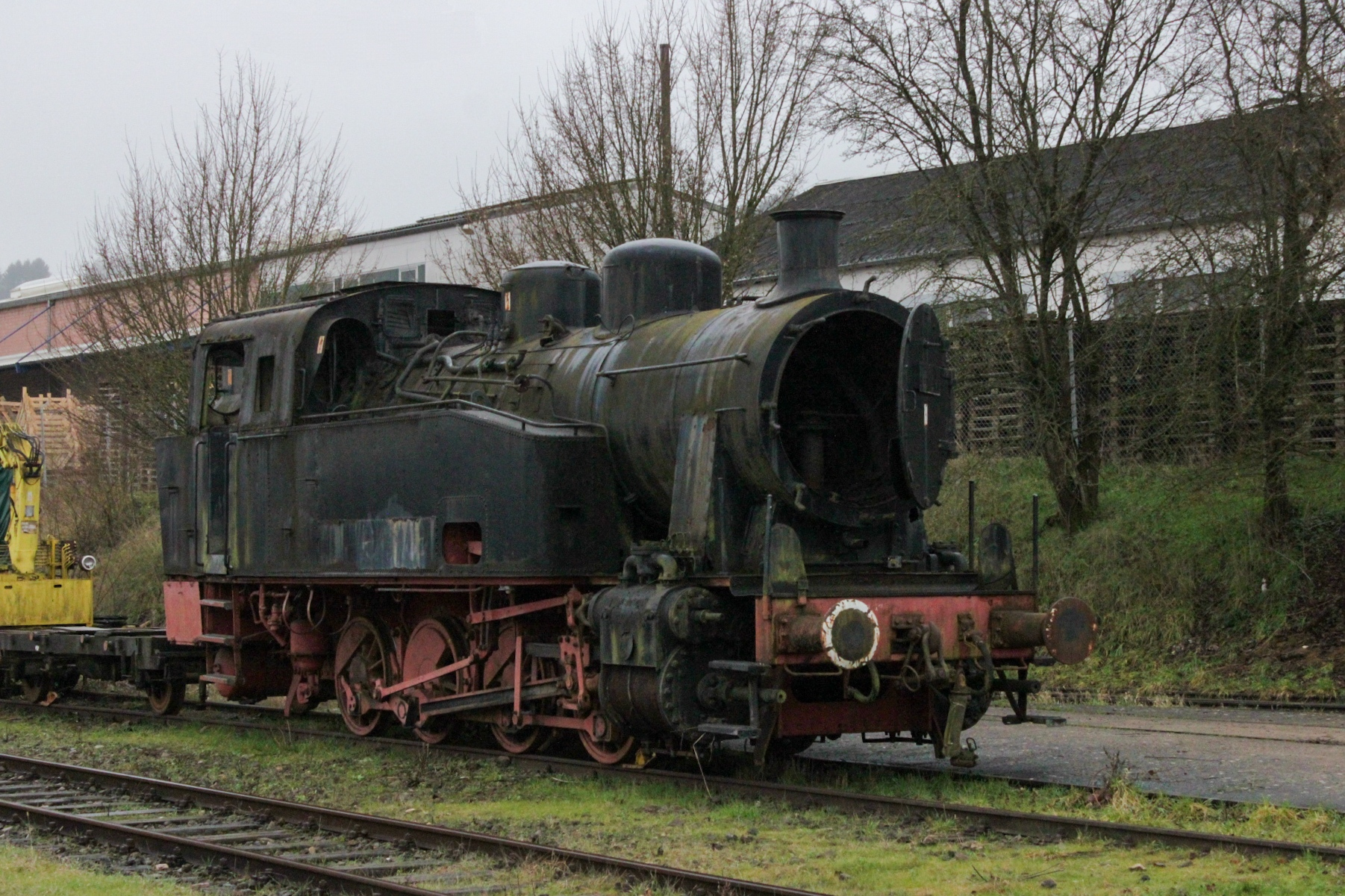
Henschel 25169/1949 (ehemalige EBV ANNA N.3) in Losheim